# Baritius affinis
Baritius affinis là một loài bướm đêm thuộc phân họ Arctiinae, họ Erebidae.